# みなと元町駅
みなと元町駅（みなともとまちえき）は、兵庫県神戸市中央区栄町通四丁目にある神戸市営地下鉄海岸線の駅である。駅番号はK03。
2つある駅入口のうち西側にある1番出入口は、1908年（明治41年）竣工の旧第一銀行神戸支店（辰野金吾設計）の外壁を利用している。夜間はライトアップされる。
第2回近畿の駅百選選定駅である。
元町エリアの東西方向ほぼ中心部にあることが駅名の由来だが、JR西日本・阪神電気鉄道（阪神）の元町駅は当駅から600mほど離れており、同駅へは旧居留地・大丸前駅からのほうが近い。

## 歴史
- 2001年（平成13年）7月7日 - 神戸市営地下鉄海岸線の開通と同時に開業[1]。
- 2011年（平成23年）4月 - この年度より2年間を期限として、駅名板下広告として「ワコーレ和田興産前」が掲出される[3]（以後、2018年度まで掲出を更新[4]）。
- 2019年（平成31年）3月31日 - 駅名板下広告の契約期間が終了。

## 駅構造
島式1面2線の地下駅である。
当駅がある栄町通りは大正から昭和の初期にかけて神戸の金融の中心地として栄えたエリアであり、震災によりその多くが取り壊されたものの未だそのころの繁栄を思い起こさせる近代洋風建築物が散見される。一方で神戸のシンボルである神戸港の最盛期を支えた中突堤はこの駅の南側に位置し、親水性の高い公園（メリケンパーク）として多くの市民に親しまれている。よって駅イメージテーマは「クラシカルモダン」とし、石造りの近代建築にモチーフを求め、ホームの対向壁やコンコースの床や壁に御影石調のデザインや御影石のパターン張りを施し、落ち着きのある中にも華やかさがある空間造りに努めた。また、中突堤につながる2番出入口は、目の前に広がる海への期待感を持たせるデザインとした。2番出入口のエレベーターなどにも海が強く表現されていることがわかる。
トイレは改札内にある。

### のりば
| ホーム | 路線   | 行先               |
| ------ | ------ | ------------------ |
| 1      | 海岸線 | 三宮・花時計前方面 |
| 2      | 海岸線 | 新長田方面         |

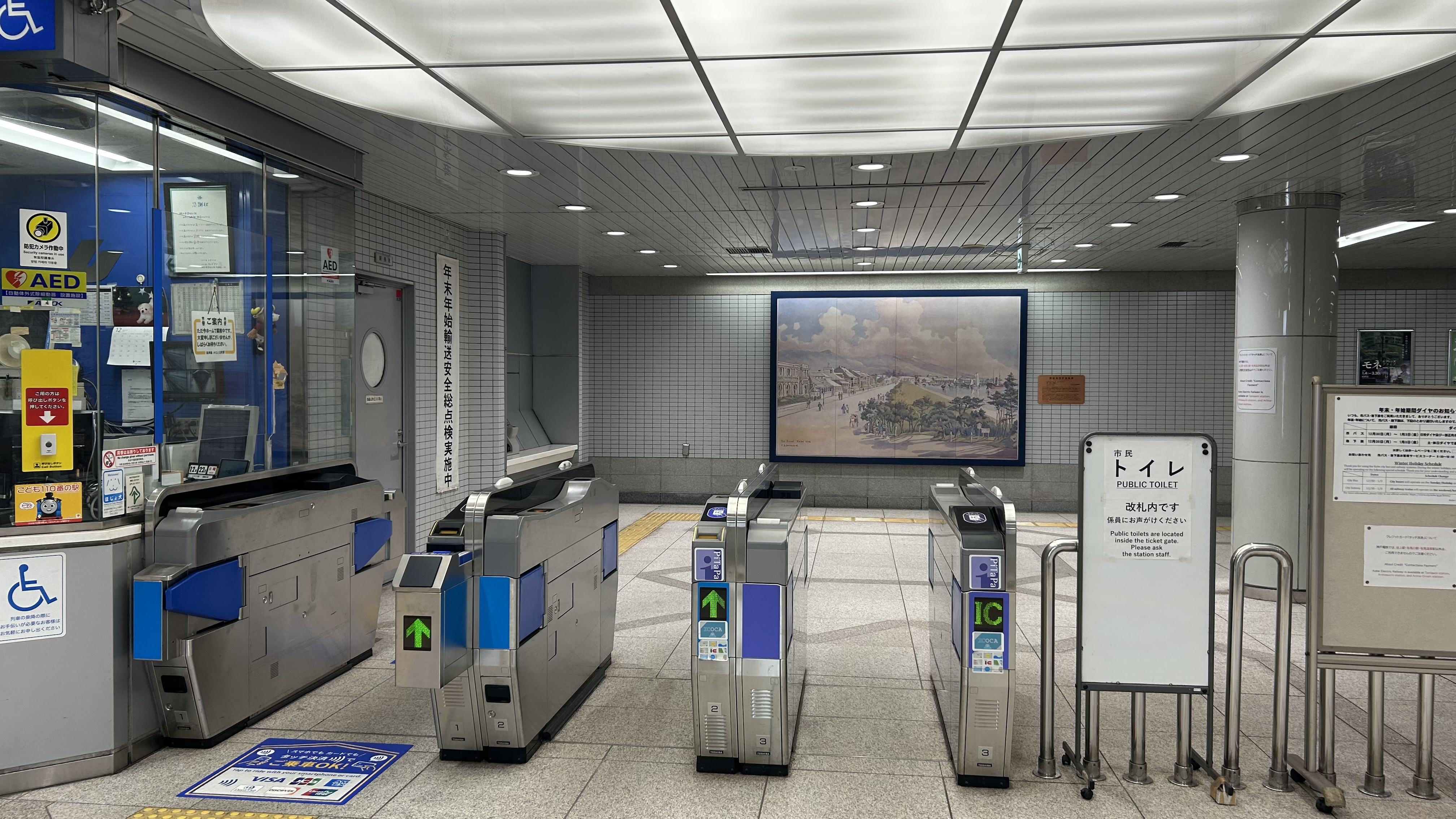
改札口
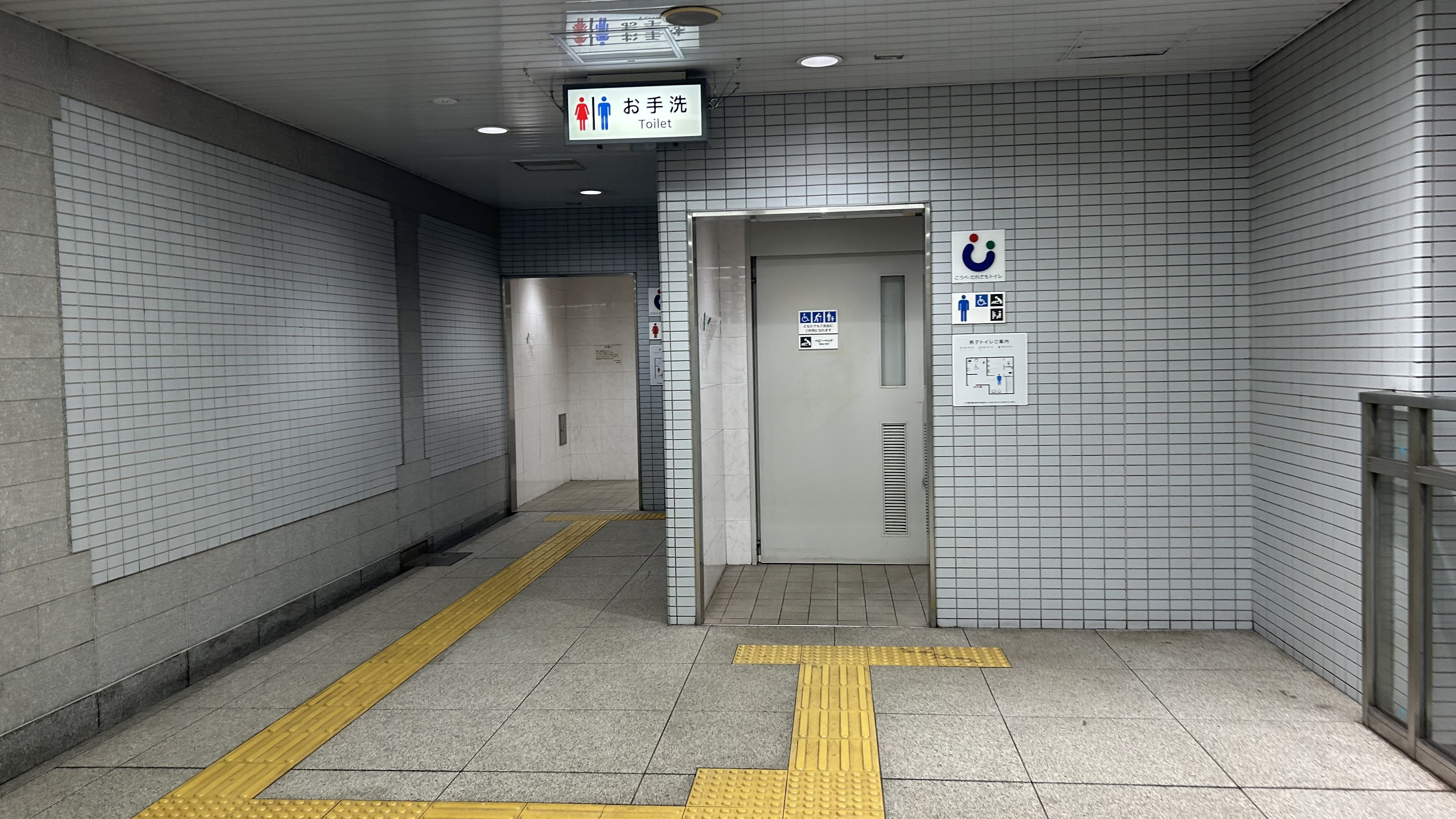
トイレ
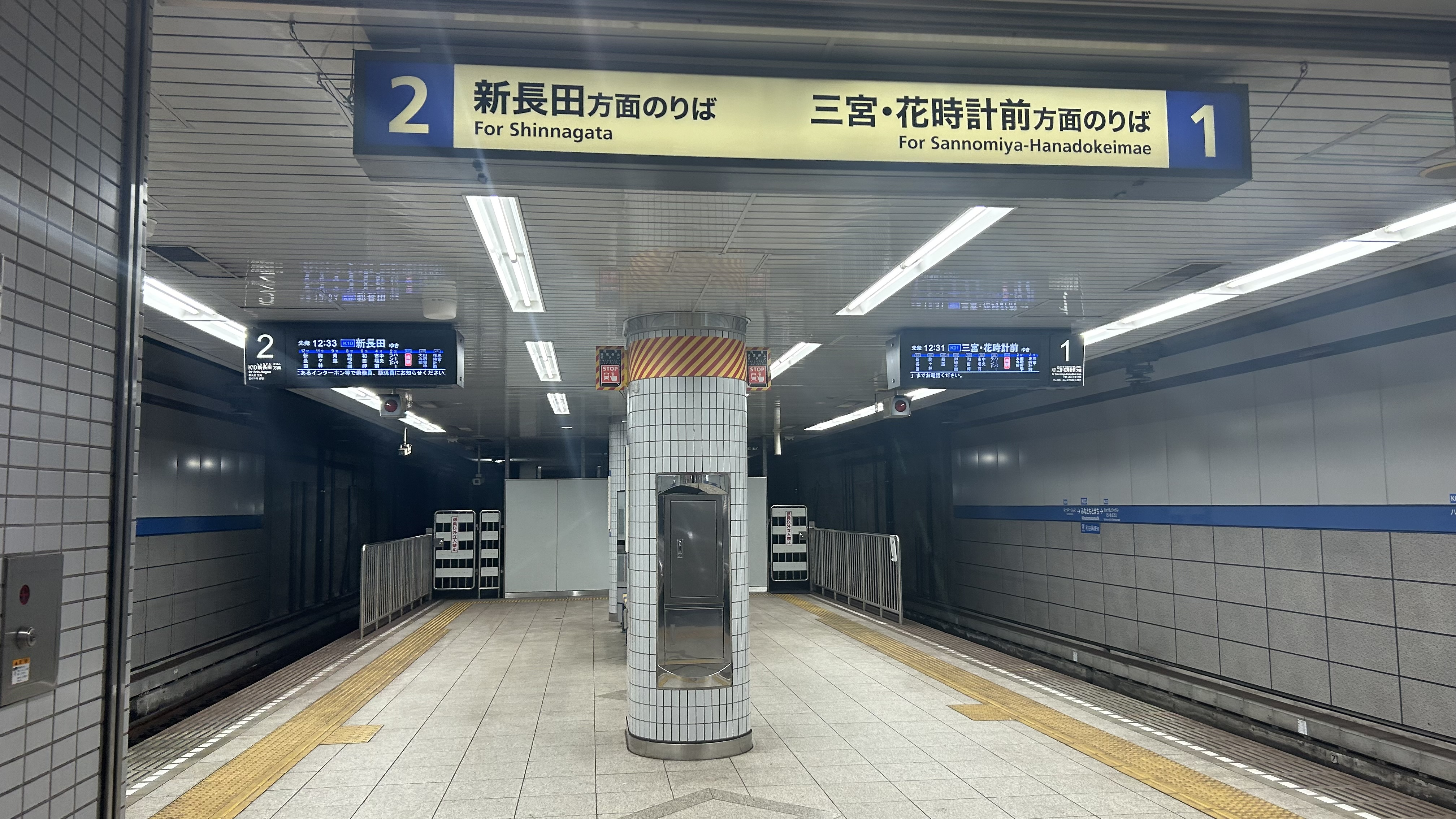
ホーム
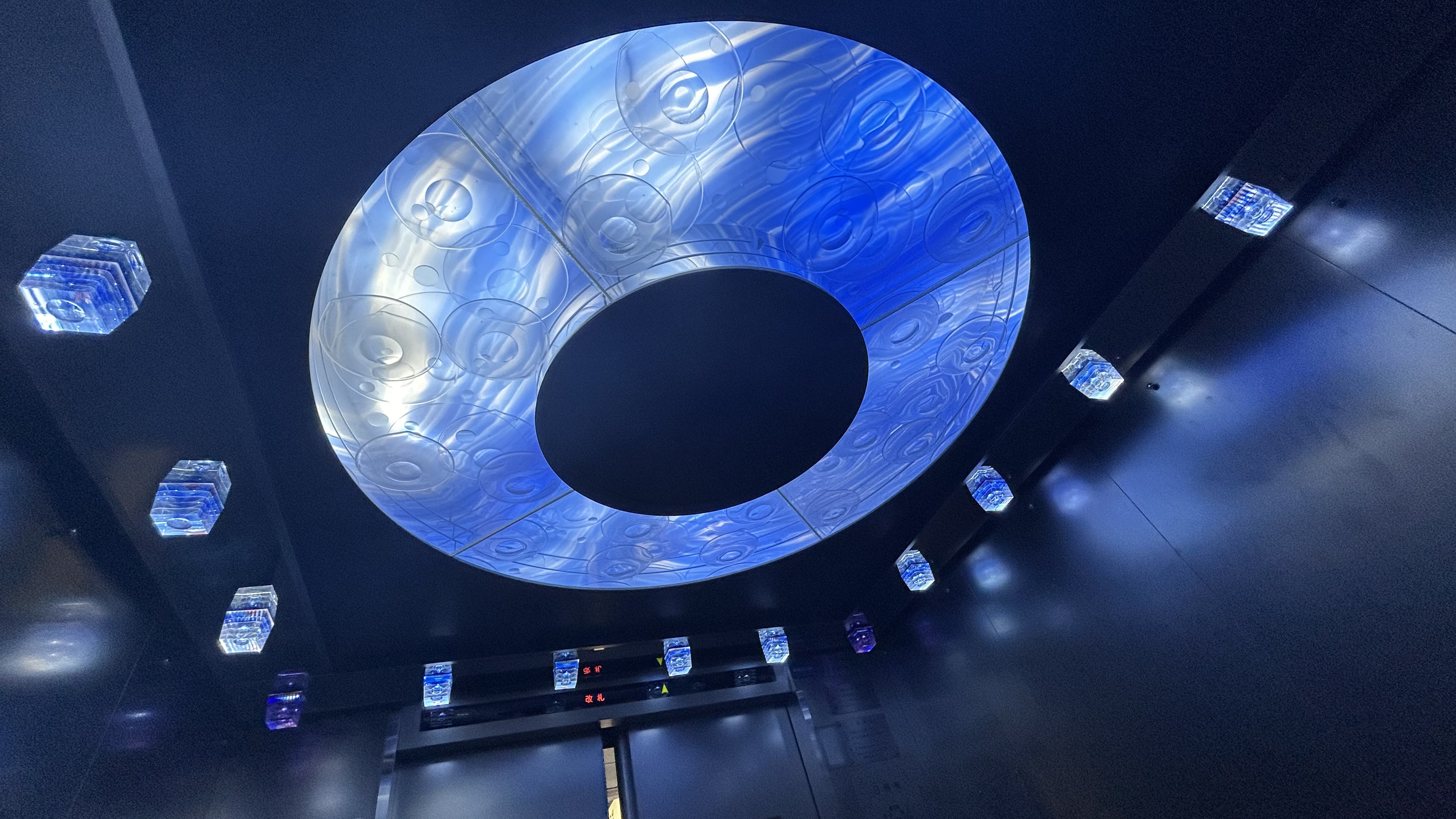
海の表現されている2番出入口エレベーターの天井

### 出口
出口は合計で2箇所ある。
メリケンパークやポートタワー 神戸海洋博物館などは出口2が最寄りである

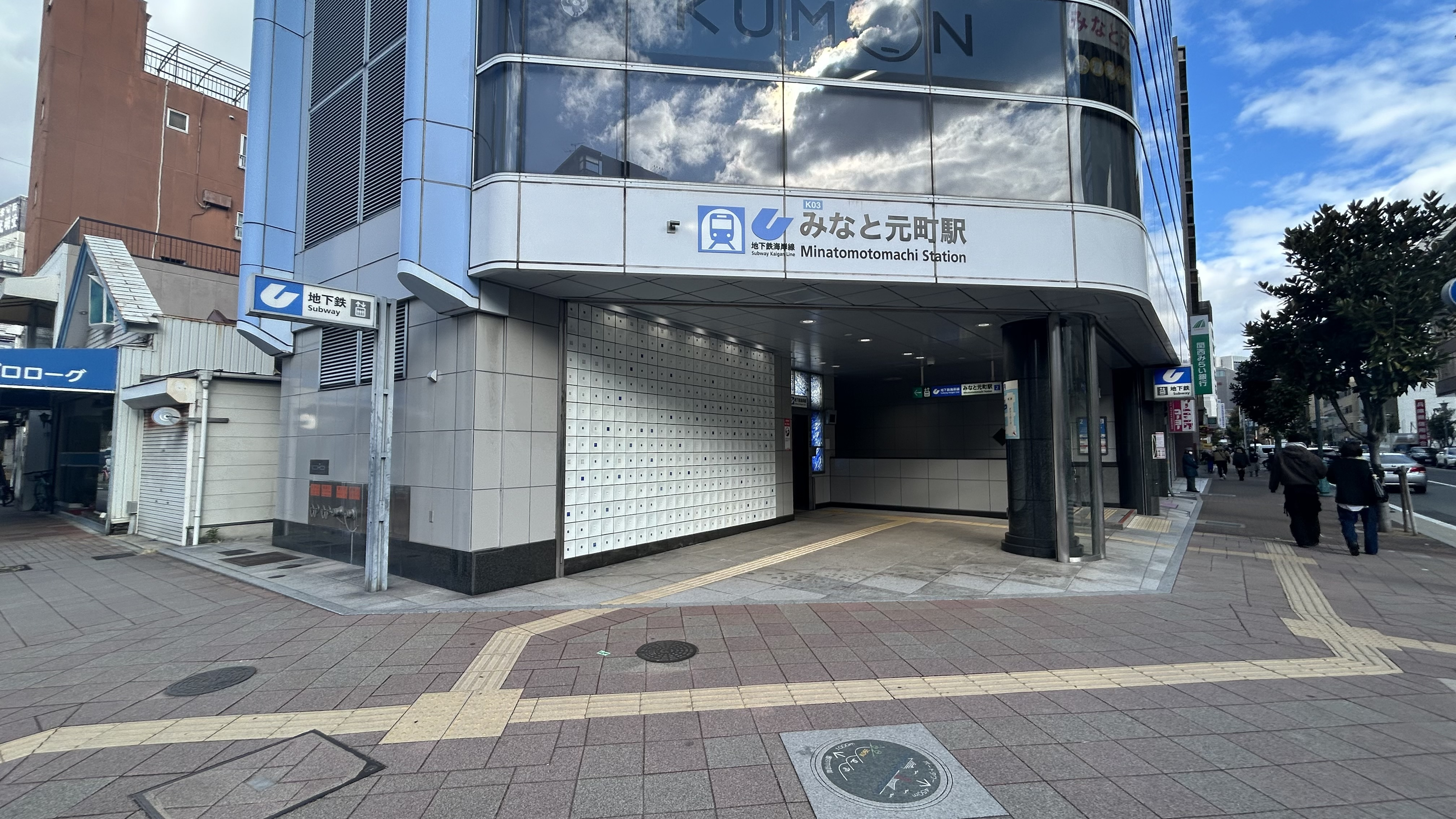
2番出入口

| 出口番号 | 位置                                   | 備考                                |
| -------- | -------------------------------------- | ----------------------------------- |
| 1        | 北緯34度41分08.0秒 東経135度11分00.0秒 | エレベーターあり                    |
| 2        | 北緯34度41分11.1秒 東経135度11分05.0秒 | 海が表現されている エレベーターあり |

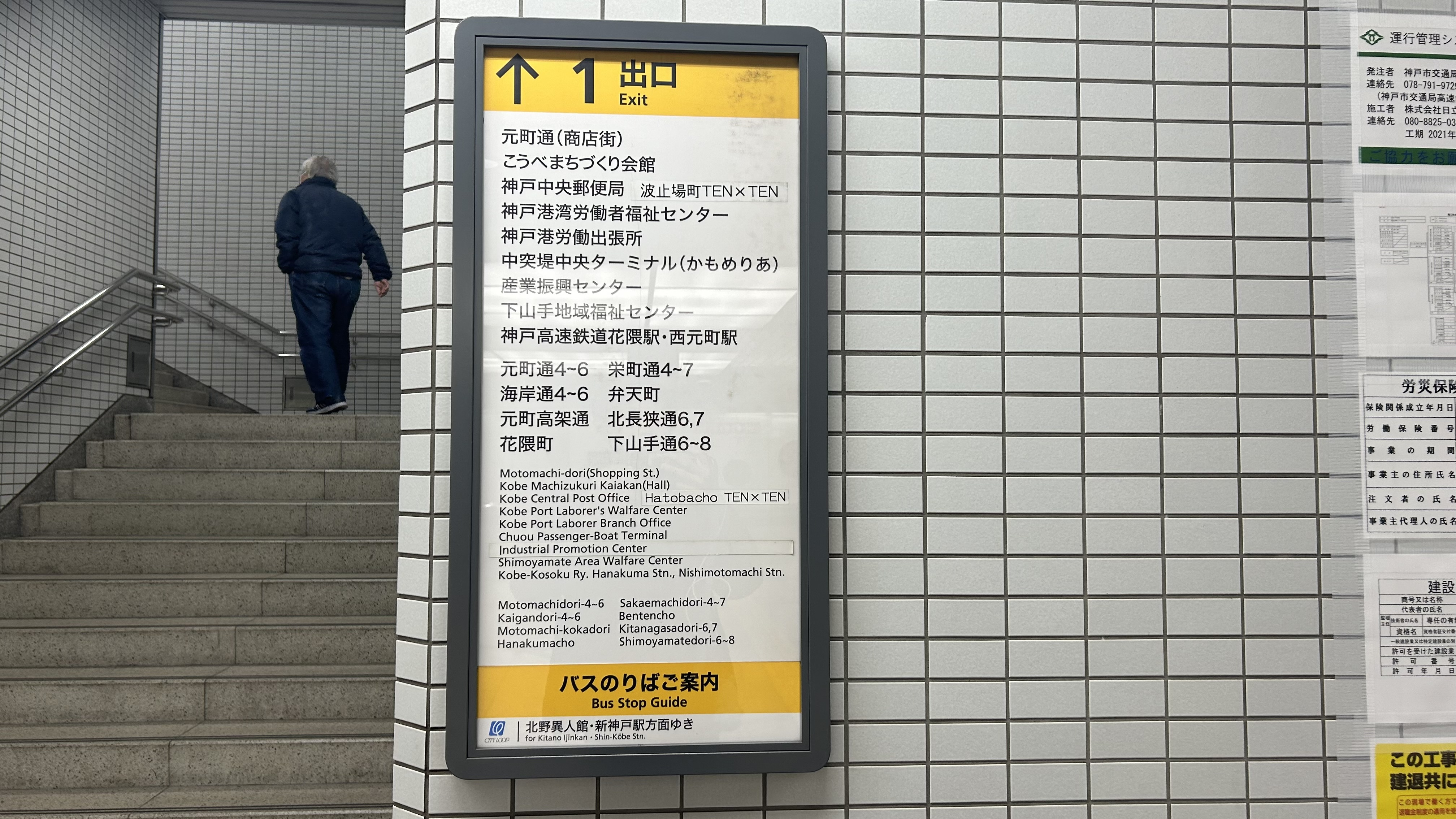
出口1案内
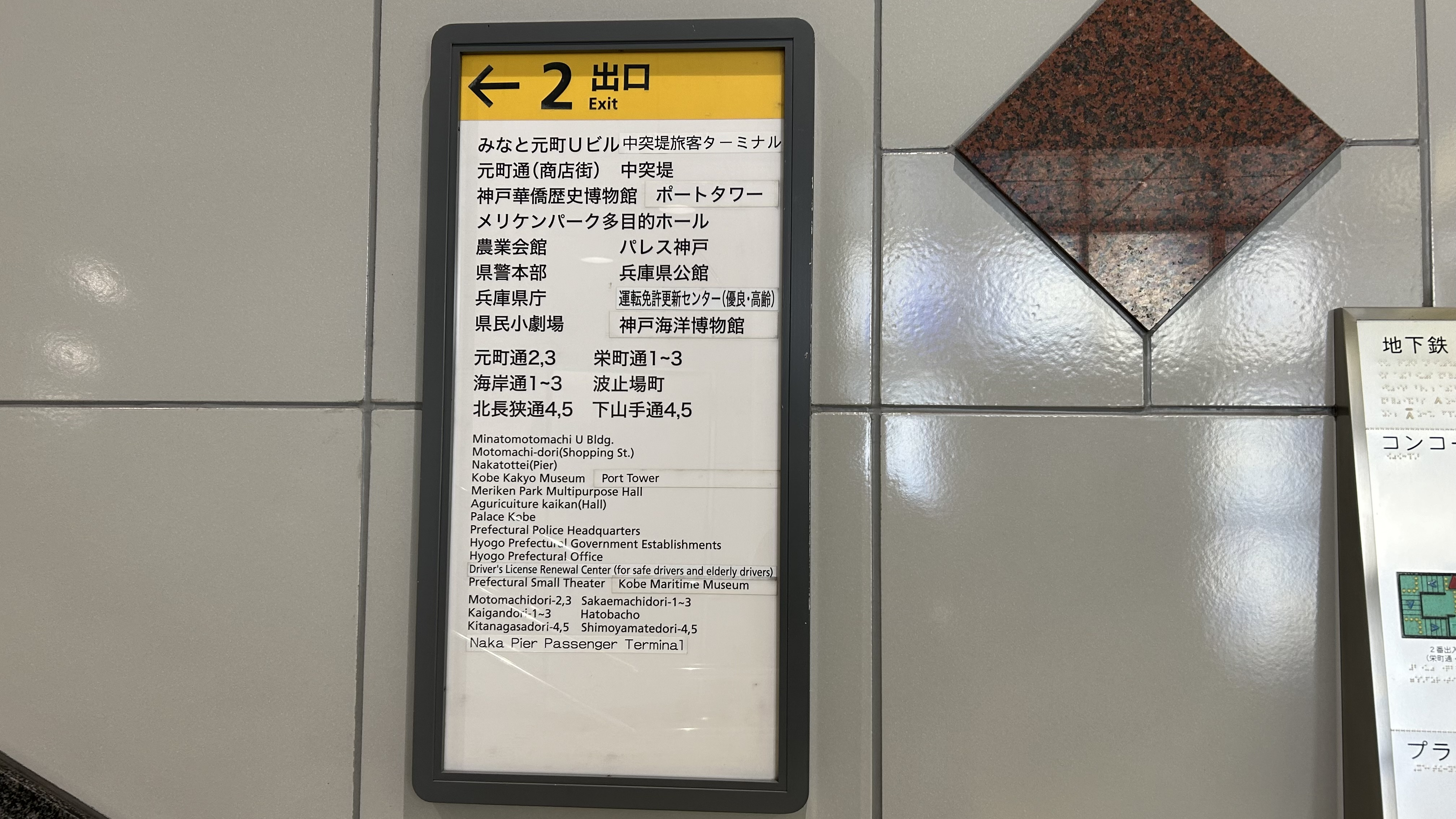
出口2案内

## ダイヤ
上下とも毎時6本の運行。

## 利用状況
2022年度の1日平均乗車人員は1,692人である。海岸線では駒ヶ林駅、旧居留地・大丸前駅に次いで少ない。
- 2000年度の計画時では、2005年度の予測乗車人員は7,552人であった[8]。しかし、2012年現在でも乗車人員は計画時の2割程度に留まっている。

開業以降の1日平均乗降・乗車人員は下表のとおり。
| 年度               | 1日平均 乗降人員 | 1日平均 乗車人員 |
| ------------------ | ---------------- | ---------------- |
| 2001年（平成13年） |                  | 1,213            |
| 2002年（平成14年） |                  | 1,225            |
| 2003年（平成15年） |                  | 1,362            |
| 2004年（平成16年） |                  | 1,403            |
| 2005年（平成17年） | 2,934            | 1,507            |
| 2006年（平成18年） |                  | 1,582            |
| 2007年（平成19年） |                  | 1,603            |
| 2008年（平成20年） |                  | 1,556            |
| 2009年（平成21年） |                  | 1,413            |
| 2010年（平成22年） |                  | 1,428            |
| 2011年（平成23年） |                  | 1,441            |
| 2012年（平成24年） |                  | 1,507            |
| 2013年（平成25年） |                  | 1,546            |
| 2014年（平成26年） |                  | 1,533            |
| 2015年（平成27年） |                  | 1,610            |
| 2016年（平成28年） |                  | 1,629            |
| 2017年（平成29年） |                  | 1,822            |
| 2018年（平成30年） |                  | 1,826            |
| 2019年（令和元年） |                  | 1,862            |
| 2020年（令和02年） | 2,948            | 1,474            |
| 2021年（令和03年） |                  | 1,556            |
| 2022年（令和04年） |                  | 1,692            |

## 駅周辺
- 栄町通
- 中突堤、中突堤中央ターミナル、メリケンパーク[1]
  - 神戸ポートタワー[1]
  - 神戸海洋博物館[1]
  - 神戸メリケンパークオリエンタルホテル
- 波止場町TEN×TEN
- 海岸ビルヂング
- ホテルオークラ神戸
- 神戸ポートタワーホテル
- Kiss-FM KOBE
- 和田興産本社
- ケンミン食品本社
- トマト銀行神戸支店
- 広島銀行神戸支店

### 近隣の鉄道路線
- 阪急電鉄神戸高速線 花隈駅 : およそ100m北にある。
- 阪神電気鉄道神戸高速線 西元町駅 : およそ200m西にある。

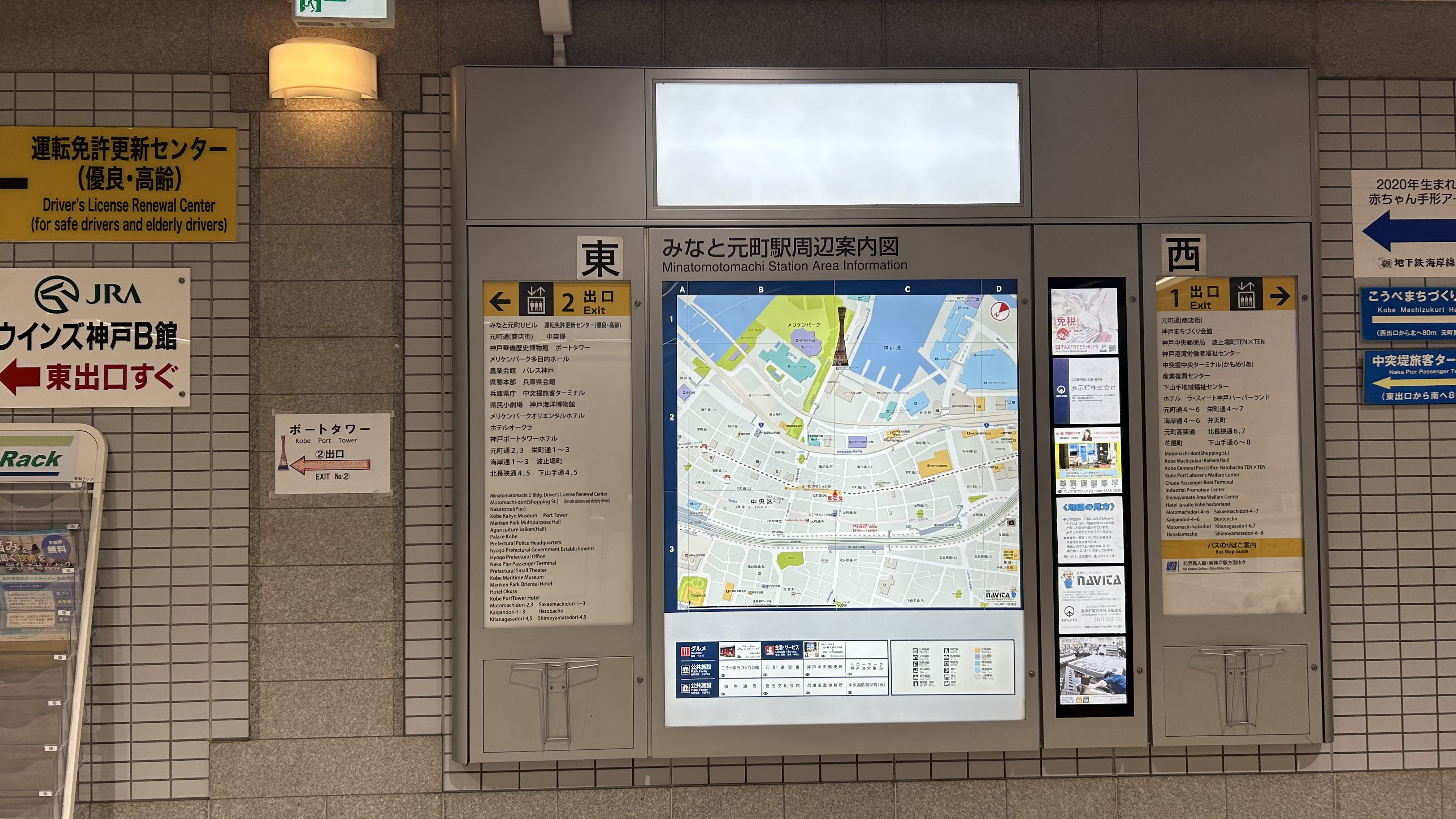
総合出口案内

## その他
- 建設時の仮称は「栄町駅」であった。当駅名は地域の熱心な要望を受けて決定したものとされている[10]。

## 隣の駅
神戸市営地下鉄
海岸線
旧居留地・大丸前駅 (K02) - みなと元町駅 (K03)  - ハーバーランド駅 (K04)
- 括弧内は駅番号を示す。